# Драчево (Требиње)
Драчево је насељено мјесто у граду Требиње, Република Српска, БиХ. Према попису становништва из 1991. у насељу је живјело 68 становника.

## Географија
Од Љубиња је удаљено 25, а од Требиња 35 километара. Смјештено је на ободу Поповог поља.

## Назив
Назив Драчево је добило по драчи које има доста у пољу и на обронцима.

## Култура
Храм Српске православне цркве је посвећен Рођењу Богородице. Потиче из 1892. године. Постоји вјеровање да је црква саграђена од стећака за једну ноћ. Црква Рођења Богородице налази се тридесетак километара сјеверозападно од Требиња. Смјештена је у гробљу које лежи на средњовјековној некрополи од које су преостала два камена крста висока око два метра. Мотив исклесан на крстовима- рука која држи мач, карактеристичан је за украс стећака, што говори о ратовању крстова у 15. и 16. вијеку. Сматра се да и Црква потиче из тог периода. Обновљена је 1892.године, као једнобродна грађевина са полукружном аспидом и звоником „на преслицу”. Драчево се помиње у дубровачким изворима 1421.године, као посјед војводе Вука Хранића, а на једном стећку са некрополе уз Цркву уклесано је име кнеза Радича.

## Историја
Помиње се 1422. године као посјед војводе Вука Хранића.

## Привреда
Становништво се бави пољопривредом, од чега највише највише пчеларством, виноградарством и узгојем поврћа. Драчево има своју винарију а од вина се највише производи вранац и жилавка.

## Становништво
У Драчеву је 1941. забиљежено око 500 становника.
| Националност       | 1991. | 1981. | 1971. | 1961. |
| Срби               | 68    |       |       |       |
| остали и непознато |       |       |       |       |
| Укупно             | 68    | '     | '     | '     |

| Демографија | Демографија | Демографија |
| Година      | Становника  | Становника  |
| ----------- | ----------- | ----------- |
| 1948.       | 252         |             |
| 1953.       | 237         |             |
| 1961.       | 217         |             |
| 1971.       | 166         |             |
| 1981.       | 132         |             |
| 1991.       | 68          |             |

### Презимена
- Перишић[1]
- Анђушић[1]
- Сетенчић[1]
- Рундић
- Прибишић
- Курилић